# Zishe Breitbart

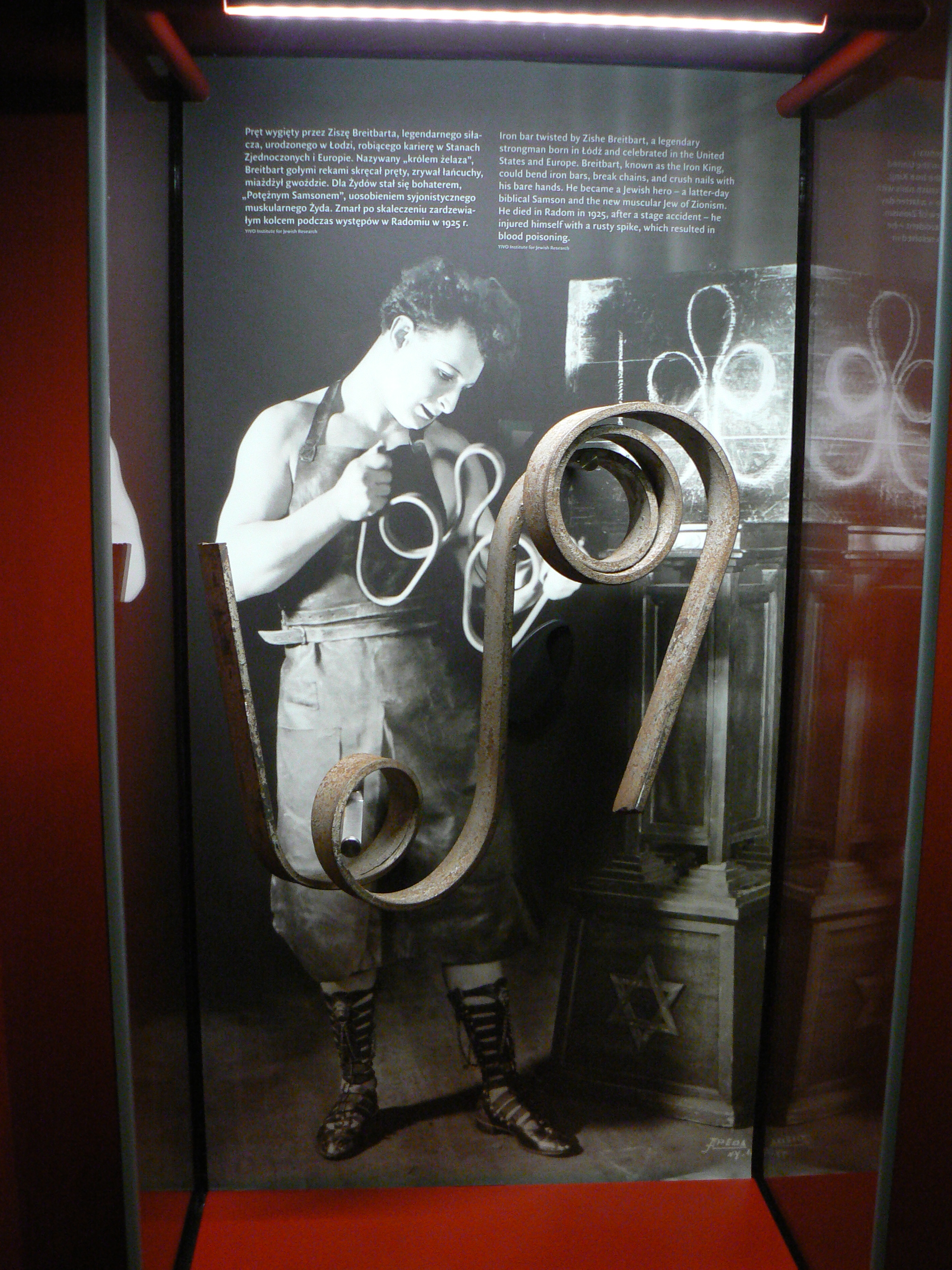
Gablota poświęcona Ziszy Breitbartowi w Muzeum Historii Żydów Polskich.

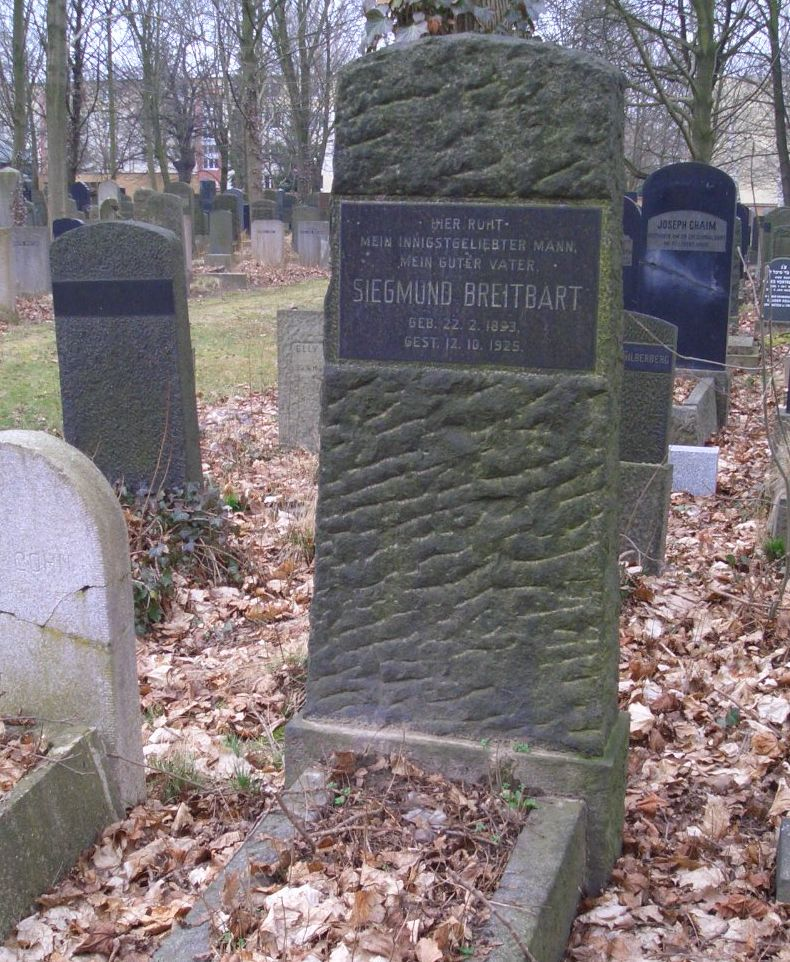
Grób Zishe Breitbarta w Berlinie

Zishe (Siegmund; Zygmunt) Breitbart (nee Brajtbart) (ur. 22 lutego 1893 w Strykowie, zm. 12 października 1925 w Berlinie) – cyrkowiec polski żydowskiego pochodzenia, siłacz i aktor estradowy oraz bohater folkloru żydowskiego. Był znany w latach dwudziestych XX wieku jako Najsilniejszy człowiek świata i Król żelaza. Stanowił pierwowzór postaci komiksowej – Supermana.

## Życiorys
Urodził się 22 lutego 1893 roku w ortodoksyjnej żydowskiej rodzinie kowala Icka Hersza Brajtbarta i Zeldy Gitli z domu Testylier, w Strykowie koło Łodzi. Bardzo wcześnie dostrzeżono jego niezwykłą siłę fizyczną. Jako dziecko pomagał ojcu przy pracy w kuźni. Jako nastolatek dołączył do żydowskiej trupy cyrkowej. Występował także z Cyrkiem Braci Staniewskich. Słynął z rozrywania i przegryzania zębami żelaznych łańcuchów oraz z rozbijania na własnej klatce piersiowej kamiennych bloków.
W 1914 roku, jako poddany cara, został zmobilizowany i brał udział w działaniach wojennych na frontach I wojny światowej, następnie znalazł się w niemieckiej niewoli. Po udanej ucieczce schwytano go i osadzono w berlińskim więzieniu na siedem miesięcy. Inna wersja jego losów podaje, iż w okresie wojny pracował w fabryce w Düsseldorfie. Po zakończeniu wojny zdecydował pozostać na terenie Niemiec, gdzie utrzymywał się z pokazów siły na ulicach i targach. Pod koniec 1918 roku wziął ślub z Ewą Łucją Emilią Huy z domu Weitz.
W 1919 roku, podczas występu w Bremie, został dostrzeżony przez pracownika Circus Busch, po czym otrzymał angaż od dyrekcji. Z początku występował jako pierwszy w programie cyrkowym, szybko jednak został gwiazdą scen teatralnych i wodewilowych. Od tej chwili Breitbart występował pod pseudonimem Król Żelaza. W latach 1920–1923 odbywał tournée po Europie, występując w Niemczech, Austrii, Francji, Holandii, Polsce. Po serii występów w Wiedniu w 1923 roku, na który przypadło apogeum jego popularności, wyjechał na tournée do Stanów Zjednoczonych (1923–1924), gdzie jego pokazy odbywały się pod nazwą Superman of the Ages. W przeciągu tygodnia wokół Bożego Narodzenia jego występy zobaczyło 55 tysięcy widzów. W tym okresie stał się inspiracją dla stworzenia postaci Supermana.
Znany był jako „najsilniejszy człowiek świata”, w społecznościach żydowskich okrzyknięto go zaś „Samsonem Potężnym”. Dbał o swój wizerunek sceniczny, występując m.in. w stroju rzymskiego centuriona. Podczas pokazów w Warszawie w 1925 roku wjeżdżał na scenę cyrkową na rydwanie, na którego bokach namalowano gwiazdę Dawida, przy akompaniamencie muzyki z operetki Bar Kochba Abrahama Goldfadena. Stał się ikoną kultury popularnej okresu międzywojennego. Postać Breitbarta pojawiała się w filmach, piosenkach (np. utwór Racheli Fajgensztajn: Breitbard śni), parodiach burleskowych, znaczkach i pocztówkach, a także znalazła się na wózkach warszawskich tragarzy.
W 1923 roku Breitbart otrzymał obywatelstwo amerykańskie. W 1924 roku, w Nowym Jorku, prowadził korespondencyjny kurs tężyzny fizycznej, który cieszył się popularnością, a także założył własny instytut i stworzył maszynę do ćwiczeń. W 1924 roku wrócił do Europy, a w 1925 roku występował w Polsce. Wspierał organizacje społeczne, w Lublinie dając charytatywny pokaz, by wesprzeć szpital żydowski. Zaczął przygotowania do wyjazdu do Palestyny, gdy pod koniec lipca 1925 roku, podczas występów w cyrku w Radomiu, uległ wypadkowi wykonując jeden ze standardowych numerów. W trakcie pokazu, gołymi rękami, przeprowadzał szpic przez pięć calowej grubości dębowych desek położonych na jednym z jego kolan. Kolano zostało przypadkowo przebite, a zardzewiały szpic wywołał zakażenie, które spowodowało zgorzel. Obie nogi zostały amputowane w celu zatrzymania postępującego zakażenia, co nie przyniosło spodziewanych rezultatów. Zishe Breitbart zmarł po ośmiu tygodniach choroby na sepsę, dn. 12 października 1925 roku w wieku 32 lat w Berlinie. Został pochowany na cmentarzu w Berlinie.
W 2001 roku Werner Herzog nakręcił film o jego życiu zatytułowany Niezwyciężony. W roli tytułowej wystąpił fiński strongman Jouko Ahola.

## Filmografia
- 1923: Der Eisenkönig (reż. Max Neufeld)